# Лезгинский фольклор
Лезгинский фольклор — устное народное творчество лезгин, наравне с письменным народным творчеством (ашугской поэзией) и литературой является составной частью лезгинской культуры. Истоки лезгинского фольклора начинаются с пословиц и поговорок, как одних из самых древних форм (жанров) фольклора. Жанры народной лирики, укладываются в рамки общепринятой классификации — делятся на обрядовую и необрядовую поэзию. Основной песенный жанр лезгин — манияр.

## Структура лезгинского фольклора
Структура приведена по книге «Лезгийрин фольклор» / Сост. А. Гаджиев. Махачкала, 1941. С. 243:

## Дореволюционный
- Исторические легенды,
- предания и песни;
- свадебные песни;
- обряды вызывания солнца и дождя;
- плачи и причитания;
- лирические и хоровые песни;
- колыбельные;
- притчи
- четверостишия;
- сказки;
- анекдоты;
- пословицы и поговорки;
  - Тематически среди пословиц выделялись две группы — пословицы, отражающие хозяйственный опыт народа (трудовые и бытовые пословицы) и пословицы, тематика которых была связана с социальной сферой.
- загадки.

## Советский фольклор
Народные песни, посвященные Ленину, Сталину и их соратникам по борьбе, а также новые песни советского периода (колыбельные песни, пословицы и загадки).
Говоря о лирических песнях, отмечается сходство и различие между легендой (преданием) и сказкой, сказкой и анекдотами. Сказки условно подразделяются на: 1) сказки о животных; 2) фантастические сказки; 3) сказки с мифологическим мотивом; 4) народные сказки; 5) сатирические сказки. Немалое место отведено и малым прозаическим жанрам.

## Героический эпос
Перед врагом эти горы

Пусть будут еще выше!

Чем умереть от руки врага,

Пусть превращусь я в могучий камень! 
В истории твое имя

Не умрет, ты останешься.

Это будет ударом для врагов –

Душа матери, Шарвили. 
Среди произведений устного народного творчества лезгин и в наше время особое место занимает героический эпос. Как известно, лезгинам, как и другим народам Кавказа и Дагестана, пришлось отражать многочисленные нашествия иноземных захватчиков — хазаров, гуннов, татаро-монголов, персов, арабов и др. Одним из лучших эпических героев лезгин и в наши дни остается богатырь Шарвили, образ которого бытует в нескольких жанрах: в сказках, песнях, легендах и песнях-плачах.
К эпическому жанру близка песня «Къванцин гада» («Каменный юноша»), в которой повествуется о том, как многочисленные войска Тимура пришли на земли лезгин с целью их покорения.

## История изучения лезгинского фольклора
Первые образцы лезгинского фольклора, в том числе и притчи, были записаны с помощью русской графики еще в XIX в. выдающимся кавказоведом П. К. Усларом. В книге «Кюринский язык» помещены наиболее ранние образцы лезгинских притч наряду с другими жанрами народной прозы на языке оригинала и в русском переводе. Уже в советское время был издан сборник «Лезгинский фольклор», составленный А. Гаджиевым, куда вошел богатый фольклорный материал, в том числе притчи, анекдоты, легенды, песни, сказки, пословицы, поговорки. В 1962 году был издан следующий фольклорный сборник А. Ф. Назаревича «В мире горской народной сказки (Дагестанские тетради)», куда вошли дагестанские сказки, в том числе и лезгинские. Сборник примечателен тем, что в нем приводятся данные из истории собирания фольклора в Южном Дагестане, описываются условия бытования сказки. В 1970 году вышел труд Ф. И. Вагабовой «Формирование лезгинской национальной литературы». Первая глава целиком посвящена лезгинскому фольклору. В ней рассматриваются формы и виды народного творчества, художественная структура фольклорных памятников. В 1974 году на лезгинском языке вышла книга ученого-языковеда
А. Г. Гюльмагомедова «Чи мисалрикай» («О наших пословицах»). В ней анализируется композиционная структура, художественные особенности, лингвистические приемы, используемые в пословицах и поговорках. Это исследование можно считать первой попыткой анализа структуры и специфики лезгинских пословиц. В работе Г. Г. Гашарова «Лезгинская ашугская поэзия и литература», посвященной некоторым аспектам лезгинского фольклора, поднимается и ряд вопросов о происхождении ашугской поэзии.
Г. Г. Гашаров выделил еще одну разновидность народного стиха — песни-диалоги, которые примыкают к четверостишиям (бенд). Поэтическая «перекличка» получила дальнейшее развитие в ашугской поэзии, а позднее и у классиков лезгинского стиха.
Работа А. М. Ганиевой «Пословицы и поговорки лезгин (исследование и тексты)» была посвящена анализу лезгинских паремий. В 2013 году вышел сборник «Пословицы лезгинского народа» известного
ученого, писателя К. Х. Акимова.